# Helina orbitalis
Helina orbitalis är en tvåvingeart som först beskrevs av Stein 1904.  Helina orbitalis ingår i släktet Helina och familjen husflugor. Inga underarter finns listade i Catalogue of Life.